# Glide
Glide — API для трёхмерной графики, разработанный 3dfx Interactive для видеокарт на основе собственных графических процессоров Voodoo Graphics. Изначально Glide была проприетарной технологией, но впоследствии её исходный код был раскрыт самой 3dfx. API было предназначено для увеличения производительности графической подсистемы в играх, поддерживающих геометрические и текстурные преобразования в основном в форматах данных, использующихся непосредственно в самих картах. На видеокартах Voodoo впервые действительно приемлемо выполнялись 3D-игры, в результате чего Glide получил широкое распространение. Дальнейшее развитие Direct3D от Microsoft и реализация спецификаций OpenGL другими производителями графических адаптеров, а также усиливающаяся конкуренция в сфере 3D-устройств в конечном счёте стали причиной вытеснения Glide.

## API
Glide основывается на простой геометрии и «world view» из OpenGL. OpenGL — крупная графическая библиотека с несколькими сотнями вызовов в API, многие из которых имеют ограничения в использовании. Glide был попыткой выбрать преимущественно те особенности, которые были бы полезны для визуализации 3D-игр в режиме реального времени. Результатом стал API, который был достаточно мал для того, чтобы во второй половине 1990-х успешно внедрить его аппаратно. Но это привело к некоторым ограничениям в Glide, таким, как 16-битный предел глубины цвета. При этом стоит отметить, что качество отображения было намного выше тех же 16 бит от производителей других видеокарт. Визуально картинка вполне могла претендовать на 24-битную глубину.

## Использование в играх
Существенным отличием от других библиотек является то, что среди существовавших на тот момент API для обработки трехмерной графики только Glide может использоваться в чистом DOS (не считая практически не востребованного S3D). Совмещение аппаратной производительности Voodoo Graphics (Voodoo 1) и простого в использовании Glide API дало возможность видеокартам Voodoo занять лидирующую позицию на игровом рынке на протяжении второй половины 1990-х. Название Glide было выбрано, чтобы показать происхождение от GL, но в то же время достаточно отличающееся, во избежание различных проблем, связанных с торговой маркой. 3dfx также поддерживала низкоуровневые драйверы MiniGL, которые были по существу «другим Glide» с более широким выбором вызовов OpenGL и отсутствием привязки к единой аппаратной платформе. Из-за «GL-подобного» железа MiniGL на Voodoo был очень «лёгок» и работал почти так же быстро, как и Glide.

## Эмуляторы и оболочки Glide
Разработка эмуляторов Glide началась ещё в конце 1990-х. На протяжении существования 3dfx компания агрессивно пыталась остановить эмуляцию их проприетарного API, закрывая ранние проекты по эмуляции в связи с их противозаконностью. Когда же 3dfx прекратила деятельность и её активы были куплены Nvidia, 3dfx сняла ограничения на использование Glide, а также опубликовала спецификации Voodoo2 и Voodoo3 под открытой лицензией, что привело к появлению проектов с открытым исходным кодом. Несмотря на то, что с 1999 года не вышло ни одной игры, единственным поддерживаемым API которой был бы Glide (его успешно заменяют Direct3D и OpenGL), необходимость разработки эмулятора Glide важна для возможности запуска старых игр в режиме аппаратного ускорения графики. На сегодняшний день благодаря доступности документации Glide и спецификаций Voodoo2 и Voodoo3 существует несколько достаточно производительных эмуляторов, позволяющих с разным успехом использовать Glide API на оборудовании, не произведенном 3dfx. Отдельные проекты, например, Glidos, могут работать с наиболее старыми играми, написанными для DOS.Также эмуляция 3dfx Voodoo1 появилась в эмуляторе Bochs версии 2.6.5.